# Judy Chu

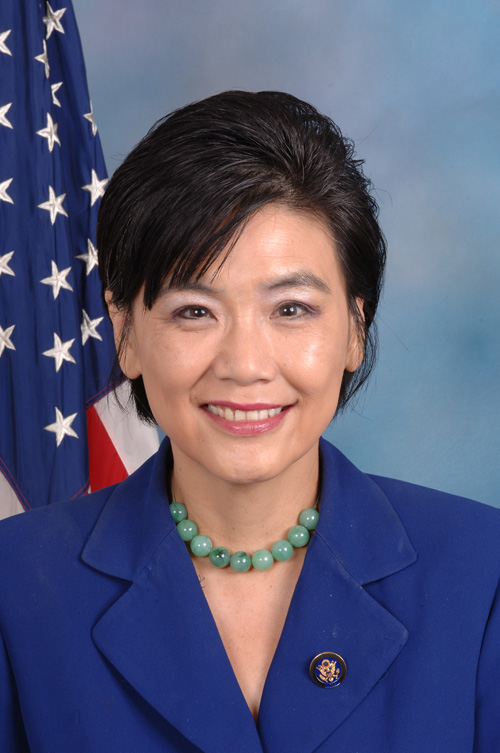
Judy Chu

Judy May Chu (Chinesischer Name 趙美心; Pinyin: Zhào Měixīn) (* 7. Juli 1953 in Los Angeles, Kalifornien) ist eine US-amerikanische Politikerin der Demokratischen Partei. Seit Juli 2009 vertritt sie den Bundesstaat Kalifornien im US-Repräsentantenhaus, als erste chinesisch-stämmige US-Amerikanerin. Zuerst für den 32. Kongresswahlbezirk Kaliforniens, ab 2013 für den 27. Distrikt und seit 2023 für den 28. Distrikt.

## Privatleben
Judy Chu ist das zweite von vier Kindern von Judson, einem Kalifornier, und May Chu, die er im Rahmen des War Brides Act aus China mitbrachte. Das Ehepaar zog nach Vermont-Slauson in South Los Angeles. Als Judy Chu ein Teenager war zog ihre Familie in die Bay Area.
Chu studierte an der University of California, Los Angeles (UCLA) und graduierte mit einem B.A. in Mathematik. Sie erwarb anschließend einen Ph.D. in Psychologie an der California School of Professional Psychology. Zwanzig Jahre lang lehrte sie an verschiedenen Schulen in Los Angeles, darunter 13 Jahre am East Los Angeles College.
Chu ist seit 1978 mit Mike Eng verheiratet. Eng wurde 2001 Chus Nachfolger im City Council von Monterey Park, 2006 trat er Chus Nachfolge in der California State Assembly an, als Chu in den Kongress gewählt wurde.

## Politische Karriere

### Regionale Ebene
Chus wurde 1985 in den Verwaltungsrat des Garvey School Districts in Rosemead gewählt. 1988 erlangte sie ein Mandat im City Council von Monterey Park, wo sie drei Amtszeiten lang Bürgermeisterin war. Sie trat 1994 bei der Wahl für die California State Assembly an, unterlag jedoch bei den Vorwahlen Diane Martinez. 1998, konnte sie sich bei den Vorwahlen nicht gegen Gloria Romero durchsetzen.

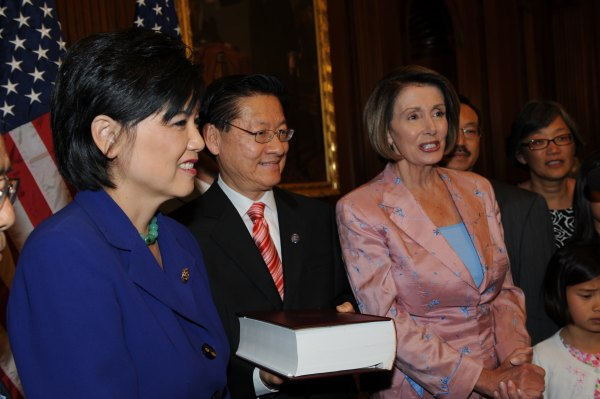
Chu und Ehemann Mike Eng mit Nancy Pelosi bei der Vereidigung Chus als Abgeordneter im Repräsentantenhaus der Vereinigten Staaten

Chu wurde in einer Nachwahl am 15. Mai 2001 dann doch in die State Assembly gewählt, nachdem Romero sich erfolgreich um einen Sitz im Senat von Kalifornien beworben hatte. Chu wurde 2002 für eine volle Amtszeit gewählt und 2004 im Mandat bestätigt. Zu ihrem Wahlbezirk gehörten Alhambra, El Monte, Duarte, Monterey Park, Rosemead, San Gabriel, San Marino und South El Monte; alles Orte im Los Angeles County.
Durch die gesetzliche Amtszeitbeschränkung war ihr 2006 eine Kandidatur für eine dritte volle Amtszeit nicht möglich. Stattdessen wurde Chu im selben Jahr in das California Board of Equalization (staatlicher Ausschuss für Gleichstellung) gewählt und vertrat dort bis 2009 den vierten Distrikt.

### Bundesebene
Chu kandidierte in der Nachwahl für den 32. Kongresswahlbezirk, nachdem die damalige Amtsinhaberin Hilda Solis zur US-Arbeitsministerin ernannt wurde. Sie führte das Feld der Kandidaten bei der Nachwahl am 19. Mai 2010 an, doch aufgrund der Vielzahl der Kandidaten (acht Demokraten und vier Republikaner hatten kandidiert) erreichte sie nur 31,9 Prozent der Stimmen, erheblich weniger als die notwendige absolute Mehrheit. Sie setzte sich im zweiten Wahlgang am 14. Juli jedoch deutlich gegen ihre Schwägerin Betty Tom Chu von der Republikanischen Partei und gegen Christopher Agrella von der Libertarian Party durch. Bei der Wahl ging sie aufgrund der starken Neigung des Wahlbezirks zu den Demokraten als klare Favorit ins Rennen; mit einem Cook Partisan Voting Index von D+15 ist dieser Wahlkreis einer der sichersten Wahlkreise der Demokraten im Land. Chu wurde am 16. Juli 2009 als Kongressabgeordnete vereidigt.
Sie gewann seither alle acht Wiederwahlen von 2010 bis 2024. Ihre aktuelle Legislaturperiode im Repräsentantenhaus des 119. Kongresses läuft noch bis zum 3. Januar 2027.

#### Ausschüsse
Sie ist aktuell Mitglied in folgenden Ausschüssen des Repräsentantenhauses:[veraltet]
- Committee on Small Business
  - Contracting and Infrastructure
  - Economic Growth, Tax, and Capital Access
  - Oversight, Investigations, and Regulations
- Committee on Ways and Means
  - Health
  - Oversight
  - Work and Welfare

## Belege
1. ↑  Rep. Judy Chu. In: legistorm.com. Abgerufen am 26. September 2022 (englisch).
2. ↑  CHU, Judy. In: Biographical Directory of the United States Congress. Abgerufen am 3. September 2022 (englisch).
3. 1 2  Jean Merl: Judy Chu becomes first Chinese American woman elected to Congress. In: Los Angeles Times. 16. Juli 2009, abgerufen am 2. November 2010 (englisch).
4. 1 2  Representative Judy Chu. In: Library of Congress. Abgerufen am 18. Juli 2024 (englisch).
5. 1 2 3  Board of Equalization: Vice Chair Judy Chair - Board of Equalization. In: CA BOE. 2007, archiviert vom Original am 13. Februar 2007; abgerufen am 14. Mai 2007 (englisch).
6. 1 2  Judy Chu: Political Philosophy for Judy Chu. In: League of Women Voters of California Education Fund. Abgerufen am 14. Mai 2007 (englisch).
7. ↑  Biography (Memento vom 28. Mai 2006 im Internet Archive)
8. ↑  Larrubia, Evelyn: Solis' House seat draws interest of prominent politicians. In: Los Angeles Times. 23. Dezember 2008, abgerufen am 2. November 2010 (englisch).
9. ↑  Michael R. Blood:  Democrat captures US House seat in LA county, Huffington Post, 15. Juli 2009. Abgerufen am 3. November 2010 (englisch).
10. ↑  Judy Chu. In: Ballotpedia. Abgerufen am 18. Juli 2024 (englisch).
11. ↑  Judy Chu. In: Office of the Clerk, U.S. House of Representatives. Abgerufen am 3. September 2022 (englisch).